# Euoniticellus nasicornis
Euoniticellus nasicornis là một loài bọ cánh cứng trong họ Bọ hung (Scarabaeidae).